# Kaprötel
Der Kaprötel (Cossypha caffra) ist eine bis zu 18 Zentimeter große Vogelart aus der Familie der Fliegenschnäpper.

## Aussehen
Der Rücken und die Flügel der Vögel sind braun, der Bauch ist im unteren Teil grau, die Kehle und die Unterseite des Schwanzes sind auffällig orange gefärbt. Über den Augen tragen die Vögel einen dicken weißen Streifen. Der Schnabel und die Beine sind schwarz. Beide Geschlechter sind äußerlich gleich gefärbt.

## Verbreitung
Der Kaprötel kommt nur in Ost- und Südafrika, vom Südsudan bis zum Kap der Guten Hoffnung vor. Er bewohnt dort die Wälder und Buschlandschaften, kommt aber auch auf landwirtschaftlich genutzten Flächen sowie in Städten vor.

## Lebensweise
Diese Vögel suchen vor allem am Boden nach Insekten, Spinnen, Würmern, Fröschen, Eidechsen, daneben werden aber auch Beeren nicht verschmäht. Die Vögel sind sehr aufmerksam und flüchten beim geringsten Anzeichen von Gefahr ins nächste Unterholz.

## Fortpflanzung
Das Nest, welches aus Moosen, Wurzelresten und anderem besteht, wird in hohlen Baumstümpfen oder in dichter Vegetation an Ufern von Gewässern gebaut. Das Weibchen bebrütet die 2 bis 3 Eier ca. 13 bis 19 Tage lang. Die Nestlingszeit der Jungen beträgt zwischen 14 und 18 Tage.

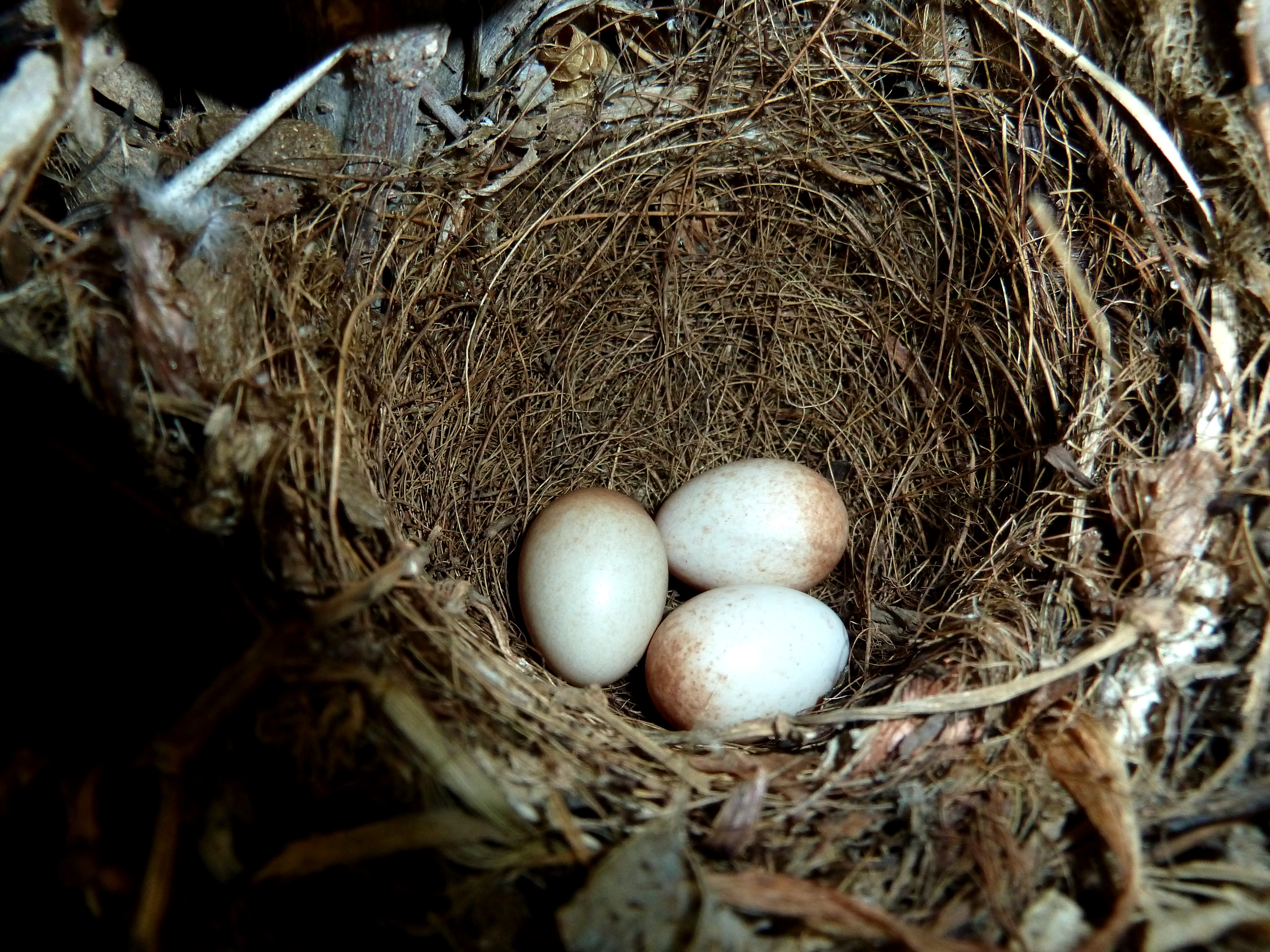
Gelege der Kaprötel
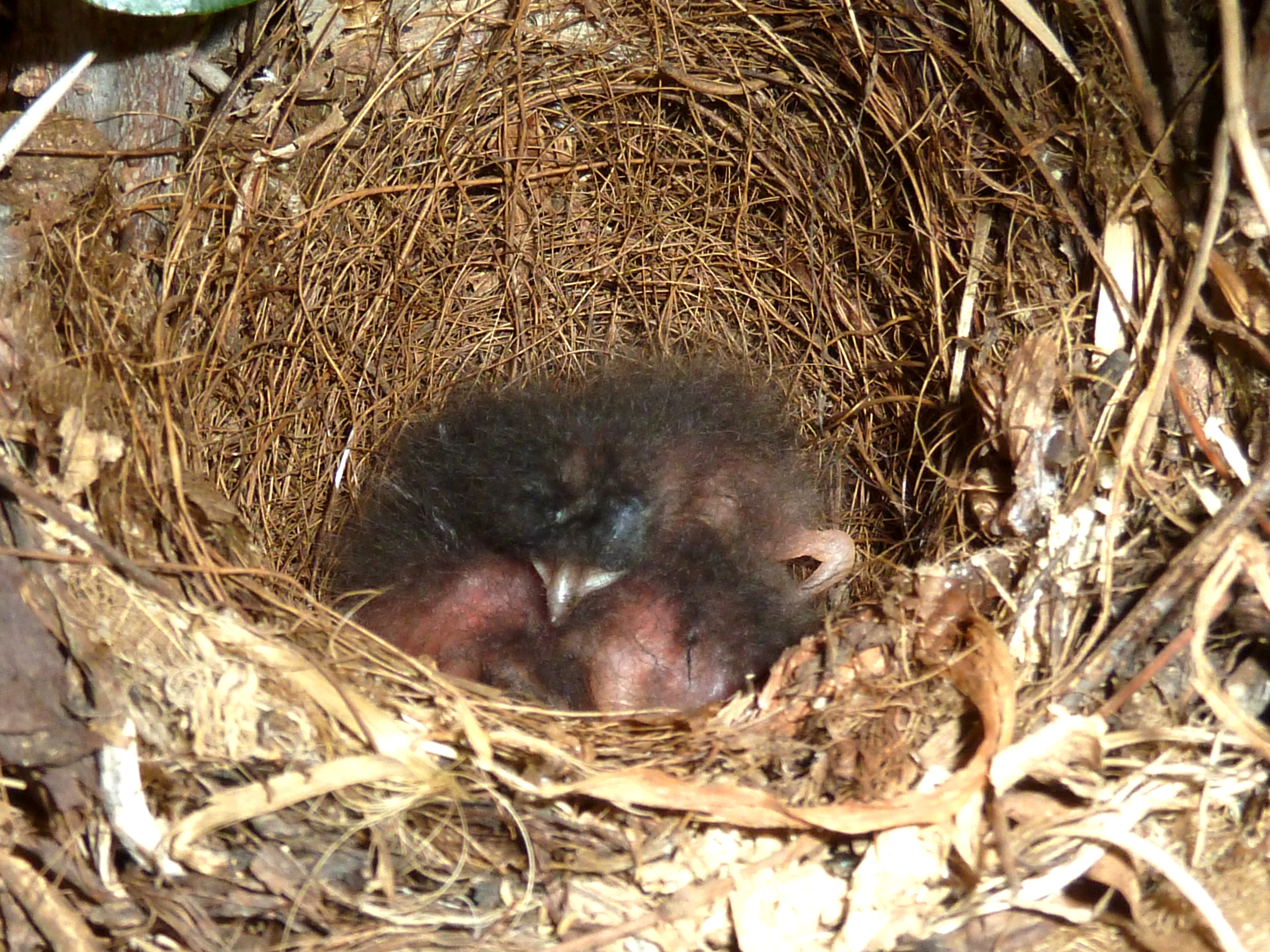
Junge Kaprötel im Nest

## Gefährdung
Aufgrund ihrer weiten Verbreitung und da sie auch in vom Menschen veränderter Umgebung vorkommt, wird diese Art von der IUCN in der Kategorie (least concern) ungefährdet eingestuft.

## Unterarten
Es sind vier Unterarten bekannt:
- Cossypha caffra iolaema Reichenow, 1900[2] – Diese Subzepezies ist vom Süden des Sudan bis Malawi und in den Norden Mosambiks verbreitet.
- Cossypha caffra kivuensis Schouteden, 1937[3] – Diese Unterart kommt im Südwesten Ugandas und dem Osten der Demokratischen Republik Kongo vor.
- Cossypha caffra caffra (Linnaeus, 1771)[4] – Die Nominatform kommt in Simbabwe und dem nördlichen, östlichen und südlichen Teil Südafrikas vor.
- Cossypha caffra namaquensis Sclater, WL, 1911[5] – Diese Unterart ist im Süden Namibias und dem westlichen sowie zentralen Südafrika verbreitet.

## Etymologie und Forschungsgeschichte
Carl von Linné beschrieb den Fliegenschnäpper unter dem Namen Motacilla caffra. Das Typusexemplar zur Beschreibung stammte vom Kap der Guten Hoffnung. Später wurde die Art der 1825 von Nicholas Aylward Vigors für die Spottrötel (Cossypha dichroa) (Gmelin, JF, 1789) (Syn: Turdus vociferans (Swainson, 1823)) eingeführten Gattung Cossypha zugeordnet. Der Name leitet sich vom griechischen »kossyphos, κοσσυφος« für »Amsel, Drossel« ab. Das Artepitheton »caffra« leitet sich vom lateinischen Wort »Caffer« für »Land der Kaffern« ab. »Namaquensis« bezieht sich auf den Fundort, das damalige Namaqualand. »Kivuensis« steht für die Provinz Kivu, das Gebiet, in dem die Unterart gesammelt wurde. »Iolaema« ist ein griechisches Wortgebilde aus »ion, ιον« für »violett« und »laimos, λαιμος« für »Kehle«.